# 비독: 파리의 황제
《비독: 파리의 황제》(프랑스어: L'Empereur de Paris)는 2018년 공개된 프랑스의 역사 영화이다. 장프랑수아 리셰가 감독과 각본을 맡았으며, 에리크 베스나르가 공동 각본을 하였다.

## 출연
- 뱅상 카셀 - 외젠 프랑수아 비도크 역
- 프레야 메이버 - 아네트 역
- 드니 메노셰 - 두비야 역
- 아우구스트 딜 - 나타니엘 드 벵거 역
- 제임스 티에레 - 후작 로익 역
- 파트리크 체스네 - 앙리 역
- 올가 쿠릴렌코 - 록산느 역
- 파브리스 루치니 - 조제프 푸셰 역
- 드니 라방 - 메이야 역
- 제롬 폴리 - 코르토 역
- 네모 시프만 - 샤를 역